# Metropolia udmurcka
Metropolia udmurcka – jedna z metropolii Rosyjskiego Kościoła Prawosławnego, z siedzibą w Iżewsku. Obejmuje terytorium Udmurcji.
Erygowana na posiedzeniu Świętego Synodu Rosyjskiego Kościoła Prawosławnego w dniu 26 grudnia 2013. W jej skład wchodzą eparchia iżewska, eparchia sarapulska oraz eparchia głazowska.

## Metropolici iżewscy
- Mikołaj (Szkrumko), 2013–2015
- Wiktoryn (Kostienkow), od 2015